# Ashley Tappin
Ashley Tappin (Marietta, Georgia, 18. prosinca 1974.) je bivša američka plivačica.
Višestruka je olimpijska pobjednica u plivanju.

## Vanjske poveznice
- Profil na sports-reference.com  Arhivirana inačica izvorne stranice od 1. rujna 2011. (Wayback Machine)
- Profil na usaswimming.org[neaktivna poveznica]
- Ashley Tapping na swimacrossamerica.org[neaktivna poveznica]